# Chevenon
Chevenon este o comună în departamentul Nièvre din centrul Franței. În 2009 avea o populație de 615 de locuitori.

## Evoluția populației
| An        | 1975 | 1982 | 1990 | 1999 | 2006 | 2009 |
| --------- | ---- | ---- | ---- | ---- | ---- | ---- |
| Populație | 671  | 643  | 715  | 662  | 623  | 615  |